# Дети Мафусаила
«Де́ти Мафусаи́ла» (англ. Methuselah’s Children) — научно-фантастический роман Роберта Хайнлайна, входящий в цикл «История Будущего».
Действие начинается в 2136 году, когда США восстанавливаются после длительного периода религиозной диктатуры и Второй Американской революции, приведшей к заключению Ковенанта. Всё это время существовала относительно небольшая — численностью в сто тысяч — группа людей-долгожителей, так называемые Семьи Говарда. Они были выведены путём заключения селекционных браков в результате эксперимента, начатого ещё в XIX веке. Когда говардианцы по ошибке попытались заявить о своём существовании, началась истерия и Ковенант был отменён, чтобы «вырвать тайну вечной жизни». Говардианцев возглавил 213-летний Лазарус Лонг (родившийся в 1912 году), который при содействии Администратора Западной федерации Форда захватил звездолёт «Новые рубежи», а гениальный математик Либби разработал двигатель, позволяющий летать со скоростью света. Говардианцы посетили две обитаемых планеты, но не нашли общего языка с их обитателями. После возвращения на Землю оказалось, что земляне научились средствами науки неограниченно продлевать жизнь, а двигатель Либби позволит начать расселение человечества по Вселенной.
Роман написан в феврале — марте 1941 года по заказу Джона Вуда Кэмпбелла; Хайнлайн взял за основу разрозненные заметки по сюжетам о бессмертных людях и их путешествии по Вселенной. В рукописи текст именовался «While the Evil Days Come Not» («Доколе не пришли тяжёлые дни», Еккл. 12:1); роман печатался с продолжением в июльском, августовском и сентябрьском номерах журнала Astounding Science Fiction, Кэмпбелл присвоил ему существующее название. В 1949 году планировалось книжное издание фирмы «Шаста» (четвёртый том из предполагаемого пятитомника со всей «Историей будущего»), так и не вышедшее в свет. Несколько доработанный роман был опубликован в виде книги в 1958 году и в дальнейшем неоднократно переиздавался. Сборник «The Past Through Tomorrow», содержащий всю «Историю будущего», вышел в свет в 1967 году и способствовал известности романа. В дальнейшем Хайнлайн не отказался от разработки образа бессмертных людей, развитием сюжета, героев и проблематики «Детей Мафусаила» стал роман «Достаточно времени для любви» (1973).
В 1997 году «Дети Мафусаила» были помещены в Зал славы литературной премии «Прометей» как «классический научно-фантастический роман, пропагандирующий идеи либертарианства». Роман переводился на множество европейских языков, включая русский (1993) и японский (1963) языки.

## Сюжет
Основа сюжета — история борьбы за свои права особой группы человечества — Семей Говарда. Миллионер Айра Говард, умерший в XIX веке от преждевременной старости, основал Фонд, который финансировал селекционные браки людей, имевших в роду долгожителей. Говард задался целью вывести биологический вид людей, способных прожить несколько столетий, практически не старея. Первые дети, родившиеся от браков, поощряемых Фондом Говарда, появились на свет в 1875 году. До XXII века они держали своё существование в секрете, меняя адреса и имена, но часть членов Семей в 2125 году потребовали раскрыть тайну, полагая, что земное общество готово принять их. К тому времени уже были говардианцы, прожившие 150 и более лет, старейшей считалась Мэри Сперлинг. Америка пережила период религиозной диктатуры, а Вторая Американская революция установила Ковенант. Через одиннадцать лет, однако, начинается массовая истерия, после чего хрупкая демократическая система готова рухнуть, поскольку общество требует «вырвать» у говардианцев тайну «вечной жизни»: никто не поверил в кропотливую селекционную работу.
Старейшим членом Семей Говарда на тот момент был Лазарус Лонг (третье поколение говардианцев), родившийся в 1912 году. Религиозную диктатуру он пережил в колонии на Венере, и, благодаря неукротимому духу, возглавил операцию спасения Семей. Поскольку Мэри Сперлинг стала предметом ухаживаний одного из руководителей Федерации, им с Лазарусом удалось немного опередить события. Однако правительство приостановило Ковенант и взяло семейства Говарда, до которого сумело дотянуться, в заложники. К тому времени говардианцев было около сто тысяч человек. Главный администратор Слейтон Форд, ознакомившись с результатами предварительного расследования, убедился, что единственным источником долголетия говардианцев является искусственный отбор, но на него сильно давят другие члены правительства и общественное мнение. Лазарус, связавшись с Фордом, вместе с главой попечительского совета Фонда Говарда по имени Заккур Барстоу, предлагает план: говардианцы покинут Солнечную систему на недавно построенном звездолёте «Новые рубежи» (англ. New Frontiers). Либби-«калькулятор» — говардианец-сирота и уникальный математик, разработал экспериментальный двигатель, развивающий околосветовую скорость; он был обустроен на «Новых рубежах». Сговор Форда с говардианцами приводит к падению его правительства. Спасаясь от ареста, Администратор летит на небольшом космическом челноке к «Новым рубежам». Двигатель Либби сработал, и Семьи устремились в межзвёздное пространство.
Семьдесят пять лет по земному времени Семьи Говарда проводят в странствиях по космосу, пытаясь отыскать планету, пригодную для жизни. Наконец, «Новые рубежи» прибыли на планету Джокайра, очень похожую на Землю. Местные жители приняли говардианцев радушно, однако землян смущает, что в каждом городе Джокайры имеются храмы, где, по уверениям местных жителей, обитают боги, которые руководят обществом планеты. Говардианцам предлагают войти в храм, чтобы получить разрешение остаться. Первым рискнул Форд, и вышел, поражённый тяжелейшим психозом; в дальнейшем он полностью утратил память о случившемся. Джокайрийские «боги» без всяких технических приспособлений в буквальном смысле забрасывают землян на их звездолёт и направляют говардианцев в новое 17-месячное путешествие, управляемое дистанционно. Новая планета ещё более прекрасная и цветущая, здесь нет времён года и катастрофических природных явлений; населяет её Маленький народец (земляне прозвали его представителей «человечками»). Это биологическая цивилизация, полностью адаптированная к условиям на планете: человечки способны почти мгновенно вывести растения и животных, которые люди употребляют в пищу, причём с заданными свойствами и вкусом. Более или менее оправившемуся Форду, Заккуру и Лазарусу всё очень не нравится. Всё изменило рождение генетически модифицированной в утробе её матери Мэрион Шмидт, которую Лонг счёл признаком очень дурных перспектив («У меня самого внутри все переворачивается, стоит мне на неё взглянуть… но на самом деле это своего рода сверхчеловек. Его тело перестроено для большей эффективности, убраны наши бесполезные обезьяньи пережитки, а органы расположены более разумным образом. Вряд ли можно сказать, что это не человек, скорее… усовершенствованная модель»). Далее Лазарус, который почти влюбился в Мэри, навсегда потерял её: миссис Сперлинг, страшившаяся старости и смерти, перешла на сторону Маленького Народца, ибо оказалось, что каждая его особь — всего лишь инструмент общего сознания. Мэри в последнем разговоре с Лазарусом, сохранила индивидуальную память, но уже не является человеком. Среди говардианцев происходит раскол: порядка десяти тысяч хотят остаться на планете (включая родителей Мэрион Шмидт), остальные решили вернуться к «зелёным холмам Земли», чего бы это ни стоило.
Вернувшиеся говардианцы обнаружили, что казус с Семьями Говарда привёл к созданию технологий продления жизни на основе переливания крови, и на прародине человечества начался демографический кризис. Эти же технологии теоретически позволят жить вечно любому человеку. Однако говардианцы владеют секретом мощного двигателя для космических кораблей, после чего Лазарус Лонг решает начать широкомасштабное освоение Галактики, реализуя недвижимость планетарного масштаба. Так начинается расселение человечества по вселенной.

Во всей Вселенной не должно быть места, куда человек не мог бы сунуть нос, — так уж мы устроены, и, полагаю, для этого есть свои причины.

## Литературные особенности

Хайнлайн в 1940 году

### История создания и публикации
В августовской переписке 1940 года Роберт Хайнлайн спрашивал у своего работодателя — Джона Кэмпбелла — произведение на какой сюжет будет предпочтительным для журнала Astounding Science Fiction: о реинкарнации или конфликте между обычными людьми, которые живут по 60—70 лет, и долгожителями, которые мало меняются внешне и за 200 лет. В начале февраля 1941 года замысел о конфликте эфемеров и долгожителей был одобрен Кэмпбеллом, которому тогда требовался роман для печатания с продолжением, и он считал данную сюжетную идею «скудной». Хайнлайн в ответ извлёк из архива сюжетные намётки о межзвёздном полёте, дабы заставить долгожителей покинуть Землю, и ввёл главного персонажа — Лазаруса Лонга, которого описал на основе образа писателя Эдварда Смита, которому и посвятил новый роман. Первая часть из трёх была закончена и отправлена Кэмпбеллу 5 марта 1941 года с отдельной просьбой о комментариях и критике для улучшения последующих частей. Хайнлайн именовал тогда своё творение «Доколе не пришли тяжёлые дни» (цитата из Еккл. 12:1 — пароль главных героев для опознания своих). Критические замечания редактора воспринимались Робертом тяжело. Изначально он хотел развивать «терапию позитивного мышления» Эмиля Куэ, популярную в 1920-е годы. То есть говардианцы жили долго потому, что убедили себя, что вместо семидесяти лет проживут двести. Кэмпбелл прямо назвал такой сюжетный поворот «дурно пахнущим». В результате под давлением Кэмпбелла появилось спонтанное генетическое объяснение: в XIX веке Айра Говард, богач, умерший от преждевременной старости, завещал всё своё состояние на исследования долголетия. Распорядители его фонда решили применить известные законы селекции Менделя для выведения особой породы людей, предлагая вознаграждение за браки с долгоживущими родственниками. Истоки этой сюжетной идеи находились в недалёком прошлом. В 1926 году канадский юрист и любитель мистификаций Чарльз Миллар предложил полмиллиона долларов женщине, которая родит больше всего детей за десять лет. Первое время результаты конкурса печатались даже такими солидными изданиями, как «Newsweek». В конце концов главный приз был поделён между четырьмя женщинами, родившими по девять детей. Не менее сложной оказалась проработка сюжетного хода, связанного с перемещением Семейств Говарда на звездолёт на околоземной орбите. В мире «Истории будущего» этому предшествовало крушение Ковенанта, а для спасения говардианцев требовался «проницательный пройдоха», которым стал Лазарус Лонг. Псевдоним этого персонажа появился из соединения фамилии поэтессы Эммы Лазарус (её слова начертаны на пьедестале Статуи Свободы) и Р. Лонга, основателя Ассоциации Мемориала Свободы в Канзас-Сити, чья речь в 1924 году глубоко впечатлила семнадцатилетнего Хайнлайна. Далее писатель увлёкся идеей Чарльза Форта о планете, на которой правили боги; так появились джокайрийцы, которых Роберт в переписке именовал «псоглавцами». Кэмпбелл ругался, что из-за описаний двух планет заметно провис сюжет, ибо «нет никакого реального диалога или встречи с Бармаглотом»; так появилась сцена с посещением пира и визитом Форда в храм. Последняя из трёх частей романа была завершена 26 марта.
По мнению биографа Уильяма Паттерсона, написание «Доколе не пришли тяжёлые дни» обозначило незамеченный поначалу Хайнлайном «водораздел» отношений с женой Леслин, урождённой Макдональд. Несколько лет Леслин помогала Хайнлайну генерировать сюжеты и фантастические допущения, ибо её привлекала роль «серого кардинала», стоящего за спиной успешного мужа. Теперь роль редактора-консультанта взял на себя Кэмпбелл, да и сам Хайнлайн прогрессировал как писатель, развивший «чувство создателя сюжетов». Для публикации Кэмпбелл изменил название на «Дети Мафусаила». На обложке июльского номера Astounding поместили иллюстрацию, изображающую Лазаруса в килте, тартан на котором не похож ни на один из существующих образцов. Упоминаемая вскользь встреча Семейств Говарда 2012 года, на которой произошёл грандиозный скандал, Хайнлайном не комментировалась и не разъяснялась ни в последующих переизданиях, ни в других произведениях.
В 1948 году Хайнлайн женился на Вирджинии Герстенфельд, обосновался в Колорадо-Спрингс и нуждался в заработке, освоив формат романов для юношества. Писатель рассматривал и возможность книжных изданий своих старых произведений. Весной того же года вновь основанная издательская фирма Эрла Коршака из Чикаго «Шаста» купила права на «Детей Мафусаила» и предложила Хайнлайну издать многотомник «Истории будущего» в твёрдом переплёте. Проект не только не был реализован, но и к 1955 году привёл Хайнлайна к судебному иску, ибо «Шаста» продавала опционы на издания, которые фирме не принадлежали, и просрочила платежи по своим обязательствам. В ноябре 1955 года литературный агент Лертон Блассингэйм расторг контракт и предпринял все усилия, чтобы вернуть авторскую рукопись. К 1957 году на рынке фантастики произошёл кризис, но одно из двух оставшихся издательств фантастической литературы Gnome Press было заинтересовано в книгах Хайнлайна. В марте работа над рукописью «Детей Мафусаила» застряла: как сообщал Хайнлайн в письме Блассингэйму, Вирджиния категорически заявила, что роман нужно полностью переписать. Хайнлайн откровенно писал, что «эта задача вызывает не больше энтузиазма, чем необходимость заменить шину ночью в проливной дождь», хотя он и признавал, что «вещь не должна попасть в продажу, пока я не поработал над ней ещё немного». Доработанная рукопись планировалась к сдаче в производство в конце апреля. Главное опасение Роберта вызывало то, что с момента написания романа прошло шестнадцать лет, и «„Мафусаил“ просто не соответствует по качеству „Кукловодам“ и „Двери в лето“, я боюсь, что это будет похоже на резкий спад». Журнальная версия романа никогда более не перепечатывалась. Текст был подвергнут редактуре, оказались переписаны некоторые сцены, но в целом сюжет и повествование изменились мало. Мэри Сперлинг в журнальном варианте именовалась Мэри Райслинг (замена произошла, чтобы её не путали с персонажем «Зелёных холмов Земли»), появились упоминания о мировой ядерной войне, которая способствовала переселению говардианцев в Британию и далее по Европе. Кроме того, Хайнлайн в ряде мест восстановил свой текст, искажённый правками Кемпбелла или его помощницы Кей Таррант. К числу подобных правок относилась реплика Энди Либби, увидевшего в форме женского бюста математическую функцию пятого порядка.

### Место в творчестве. Миф о говардианцах и американская мифология
Американские литературоведы Томас Сандерсон и Джо Клэресон ставили роман «Дети Мафусаила» на первое место во всей
«Истории будущего» Хайнлайна, так как в нём была разработана авторская мифология, реализованная в четырёх объёмных романах 1970-х и 1980-х годов («Достаточно времени для любви», «Число зверя», «Кот, проходящий сквозь стены» и «Уплыть за закат»). Здесь появились Семьи Говарда и Лазарус Лонг — единственный сквозной персонаж Хайнлайна. На материале «Детей…» заметны нестыковки во внутренней хронологии цикла. В самом романе действие начинается спустя 11 лет после решения Семей Говарда открыть своё существование, то есть в 2136 году. При этом в рассказе «Ковентри» об обстоятельствах создания Ковенанта, действие должно разворачиваться после 2125 года. Лазарус Лонг родился в 1912 году, в романе ему 213 лет, то есть одиннадцатилетний период куда-то исчез. В написанном позже, чем «Дети Мафусаила», «Ковентри» говардианцы не упоминаются. Предыстория говардианцев отнесена к гораздо более раннему времени: в 1874 году разбогатевший на Гражданской войне Айра Говард, пострадавший от преждевременного старения, основал Фонд — «открытую некоммерческую корпорацию», — которая занималась долголетием. Гранты выдавались только лицам, чьи предки оказывались долгожителями; условием получения денег становилось вступление в брак с лицами, зарегистрированными в перечне Фонда. Заявленная цель «поощрение рождаемости среди людей здорового американского происхождения» ничем не выделялась в XIX веке, поэтому первые сто лет Семьи Говарда не привлекали особого внимания. Со временем говардианцы испытывали всё больше трудностей с оформлением документов и созданием новых личностей: нужно было каким-то образом снимать противоречие между внешним обликом и публичным возрастом. К 2125 году политика маскировки стала почти невозможной, что и привело к решению частично раскрыть существование Семейств. В 2136 году стало ясно, что говардианцы совершили страшнейшую из ошибок; действие романа началось на собрании, посвящённом дальнейшей стратегии и тактике поведения. Здесь 185-летнюю Мэри Сперлинг сменяет на посту председателя Старейший — Лазарус Лонг. На этом собрании устами Бертрама Харди констатируется эволюционный конфликт между Homo vivens и Homo morturus, восходящий к евгенистам XIX века и роману «Странный Джон» Олафа Стэплдона.
Клэресон и Сандерс задавались вопросом, почему Хайнлайн не возвращался к Лазарусу Лонгу до начала 1970-х годов. Они же считали, что финальная часть «Детей Мафусаила» откровенно скомкана, ибо важнейшие вопросы, которые поднимались в романе, не были разрешены, скорее, отодвинуты в сторону. Именно Лазарус Лонг озвучил тематику, пронизывавшую всё творчество Хайнлайна — «Что означает быть человеком?». Брюс Франклин обращал внимание на то, что «Дети Мафусаила» были задуманы в конце 1940 года и писались в первой трети 1941-го, когда Вторая мировая война набирала обороты. Отсылок к реальной истории в романе можно насчитать очень много, начиная от фамилии Администратора Ковенанта Форда, который описан как гений организации. При этом Форд, когда он ещё не был связан с говардианцами, спокойно, даже меланхолично решает вопрос, как поступить с Семьями: стерилизовать или убить на месте. «Любое решение было бы приемлемым, но какое из них гуманнее?» Франклин напоминал, что аналогичные проблемы в год издания романа решали лидеры Германии, Болгарии, Румынии, Венгрии и других фашистских держав. Проблеме геноцида и всемогущего диктатора Хайнлайн посвятил рассказ «Успешная операция», не входящий в «Историю будущего». Лазарусу тоже приходится играть с Фордом в сложную игру, которая должна успокоить общество: все говардианцы арестованы и помещены в огромный концентрационный лагерь, откуда их доставили на борт звездолёта «Новые рубежи».
Фантастовед, историк и антрополог Леон Стовер рассматривал роман в более широком контексте американского мифа, которым пронизана вся «История будущего». Космические путешествия мыслились Хайнлайном в 1940-е годы как проекция экспедиций Колумба и странствия отцов-пилигримов. Первые лунные корабли носили название «Санта-Мария» («Человек, который продал Луну») и «Мэйфлауэр», звездолёты прямо названы «фургонами первопоселенцев Галактики», но если «Авангард» («Пасынки Вселенной») пропал неведомо куда, то его систершип «Новые рубежи» достиг нескольких звёздных систем и вернулся со знанием об инопланетных цивилизациях. В основе этих сюжетов неизменно тема фронтира, который испытывает право человечества и каждого отдельного человека на свободу, на его право существования во вселенной. Стовер отметил, что издавая полный цикл «Истории будущего», Хайнлайн дал сборнику название «Прошлое через завтра» (The Past Through Tomorrow), то есть открытым текстом провозгласил, что американское прошлое — это ключ и путеводитель к будущему всего человечества, когда оно выйдет за пределы планеты-колыбели Земля. Это близко к формуле Ральфа Уолдо Эмерсона об Америке как стране будущего, ибо только американцам суждено открыть новые границы ради выживания человечества в условиях борьбы за существование. Хайнлайн в своей трактовке мифа подчёркнуто консервативен, не приемлет футуризма, и считает американский опыт устоявшимся и вечным образцом для подражания. Завтра будет создано через вчера, ибо лучшее из опыта прошлого пронизывает настоящее и устремлено в будущее. Для отцов-пилигримов их путешествие в Массачусетс было исходом, предопределённым Господом Богом, подобно тому, как по воле Божьей Моисей вывел евреев из плена египетского. Пуритане устремились в царство Божие на Земле — подальше от рабства несвободного Старого Света. В записных книжках Лазаруса Лонга из романа «Достаточно времени для любви» (1973) встречается формула из «Демократии в Америке» Токвиля, что американец — это новый человек, действующий по новым принципам. Принцип этот прост: вознаграждение за труд каждого следует за результатами его труда, а труд основан на природосообразности, то есть эгоистическом интересе, который защищает личность от государства и от стремления политиков к войне. Этот принцип транслируется во всех произведениях Хайнлайна.
По мнению Л. Стовера, Хайнлайн, родившийся и получивший воспитание в Библейском поясе, проецировал на свои личные взгляды многие положения кальвинизма и протестантской этики. В этом отношении он представлял традицию секуляризированного кальвинизма, подобно Карлейлю и Эмерсону. Роберт Хайнлайн охотно оперировал понятиями человеческого предназначения и, в общем, не отрицал, что Вселенная существует для человека. У Карлейля «провиденциальный Вышний Господь постепенно превратился в эволюционного Бога Грядущего», а избранники Небес воспринимались как фигуры всемирно-исторического масштаба, помогающими в незавершённом Творении. Самым ярким образом, явно отсылающим к Карлейлю, является у Хайнлайна Делос Гарриман — создатель космической программы, организатор освоения Луны. По Стоверу, Хайнлайн пропагандировал нетеологический кальвинизм, ибо базовые черты транслируемого мировоззрения всех романов явно соотносятся с пятью пунктами Кальвина, на которых основывалась доктрина английских пуритан и тот духовный фундамент, который формировал и самого фантаста, включая понятия полной греховности человеческой природы и ограниченности искупления. Безусловно, Хайнлайн не упоминает Иисуса Христа и Его крестной жертвы, но делает акцент на космическом замысле и трудовой активности (любой бизнес-деятельности) как божественного призвания: «лотерея Божественной избранности». Протестантская этика — тезис о способности проявлять усилия как знака благодати — очень ярко проявилась в «Детях Мафусаила», где Лазарус Лонг выводит свой избранный народ в космические пределы, проведя его через ряд искушений. На планете лотофагов — Маленького народца, как и ранее на Джокайре, говардианцев ставят перед необходимостью встроиться в местную систему, что для землян равнозначно утрате своей человеческой сути. Человечки-лотофаги — существа-телепаты, живущие в гармонии друг с другом, у которых, по-видимому, единая общая душа для всех членов социальной группы. Образ этих существ явно заимствован из романов Стэплдона «Последние и первые люди» и «Создатель звёзд». Лазарус отвергает такую возможность бессмертия и повторяет действия Одиссея, покинувшего страну гомеровских Лотофагов. Лонгу пришлось заплатить дорогую цену: он навсегда потерял Мэри Сперлинг, которая предпочла влиться в общее сознание, избежав тем самым выбора между жизнью и смертью. Остальные — избранники судьбы — двинулись дальше по пути расширения горизонтов человеческой расы. Это фронтир в самом буквальном смысле, где происходит быстрый и безжалостный отбор избранных и всех остальных.
В указанном контексте идеальным человеком Хайнлайна, соединяющим индивидуализм и служение общему делу, предстаёт не Лазарус, а Эндрю Либби. Полное его имя — Эндрю Джексон Либби; эта фамилия во время написания романа была в США не менее распространённой, чем Смит или Джонс. Одновременно это фамилия американского художника Уолтера Либби, создавшего известный портрет Уолта Уитмена, «поэта демократического большинства». То есть Либби — это олицетворение самого обычного человека. Имя его — Эндрю Джексон — отсылает к седьмому президенту США, который считается в Америке олицетворением духа фронтира. Персонаж «Неудачника» и «Детей Мафусаила», несомненно, представляет тот же самый тип первопроходца, только космического: именно он создал двигатель, унёсший «Новые рубежи» от старой Земли со скоростью света. По Л. Стоверу, Либби — «единичное множество», олицетворение истинного американца и американской нации: сообщества, обретшего свободу в условиях фронтира, и завоёванную избранными героями. Образ Либби выделялся в творчестве Хайнлайна по многим параметрам. Впервые он появился в рассказе «Неудачник» — и это первый юный герой в творчестве писателя, практически, набросок к последующим «ювенилиям», в том числе роману «Астронавт Джонс»: поскольку Либби вынужден проводить сложнейшие вычисления в уме в обстановке крайнего цейтнота. В этом же рассказе впервые появилась характерная для позднего Хайнлайна тема любви вычислительной машины и человека: неприкаянный сирота Либби впервые почувствовал себя полнокровной личностью и испытал чувство нужности кому-то рядом с трёхтонным баллистическим компьютером.

### Плутовской жанр
Английская исследовательница Фара Мендлезон определяла образ Лазаруса одновременно как проекцию Вечного жида и фигуру пикаро, первую в творчестве Хайнлайна, которая в дальнейшем будет постоянно тиражироваться в его поздних романах. Жанр плутовского романа привлекал Хайнлайна от самого начала его творчества. «Справочник по литературе» Тралла и Хиббарда 1935 года, по которому он учился писать художественную прозу, приводил семь характеристик плутовского жанра, включая повествование от первого лица, происхождение протагониста из низшего сословия, его остроумие и легкомысленное отношение к закону; особо выделялось, что протагонист-пикаро будет вечным аутсайдером, который не приемлет правил окружающего мира. Тралл и Хиббард считали, что в плутовском романе отсутствует сюжет, а фабула всегда распадается на слабо связанные между собой эпизоды, которые могут быть изложены площадным языком и тяготеют к реалистичности. Если пикареска не реалистична, она относится к юмору или сатире. Одним из ярких примеров жанра Тралл и Хиббард считали романы Свифта, который был одним из любимых писателей Хайнлайна, а также «Янки из Коннектикута при дворе короля Артура» Твена и даже «Машину времени» Уэллса. Джордж Эдгар Слассер в этом контексте отметил, что Хайнлайн рано стал экспериментировать с мозаичностью и сцеплением нарратива из множества отдельных новелл, применяя не линейную сериацию, а располагая сюжеты концентрическими слоями вокруг некоего ядра, центра притяжения. В каждом из эпизодов действие ограничивается одной ключевой проблемой или каким-то приключением, а последующий эпизод замещает предыдущий. Данная форма, по мысли Ф. Медлезон, подходит для плутовского романа, ибо пикаро по определению оставляет за собой хаос. Пикареска подходила Хайнлайну из-за изначального оптимизма его социальной установки, ибо странствия плута открывают читателю, что мир наполнен всепоглощающим добром. Первым образцом такого жанра и образа в творчестве Роберта Хайнлайна как раз и стали «Дети Мафусаила».
Анализируя собрание Семей Говарда, на которое неузнанным явился Лазарус, Ф. Мендлезон применяет терминологию теории игр, определяя Лазаруса Лонга как «хаотично-нейтрального» типа или катализатора, который побуждает к действию окружающих. Лазарус умудрился подтвердить свои полномочия Старейшего, принять фактическое управление процессом спасения, но так и не взял на себя формальные властные обязательства. Мендлезон, как и многие обозреватели, считала, что сюжетная структура «Детей Мафусаила» состояла из трёх «приключений», но к научно-фантастическому жанру его можно отнести с трудом. Базовая проблема — достижение долгожительства и омоложения средствами медицины, была решена без участия говардианцев, пока Лазарус возглавлял их в скитаниях по Галактике. Напротив, в жанровые лекала плутовского романа «Дети Мафусаила» укладываются свободно, ибо центром повествования является образ человечества, персонифицированный в плутоватом, не всегда корректном и никогда не смиряющемся главном герое. Когда говардианцы оказались на Джокайре, им была предоставлена возможность сделаться «окультуренным видом», но после бунта они оказались объектом чужого воздействия, ибо уже не один Лазарус, а вся группа Семей предстала в глазах аборигенов пикаро, угрожающим основам их образа жизни. Сами по себе джокайрийцы представляют жанровый стереотип «доброго соседа», готового бескорыстно помогать беженцам. Впрочем, по мысли Ф. Мендлезон, в 1940-е годы Хайнлайна привлекал не жанр, а сам тип пикаро как героя. Но на первое место должно быть вынесено «герой», ибо Лазарус слишком монументален для обычного плута. Он возвышается над навязанными ему рамками, сделавшись персонажем притчи о том, как научить людей свободе.

## Восприятие в критике

### Прижизненная критика
В кратком обзоре журнала Kirkus Reviews роман характеризовался как «изобретательный генетический гамбит». В рецензии Ганса Стефана Сантессона роман назван «очередной восхитительной главой истории будущего Хайнлайна», а Лазарус Лонг признан «комбинацией Линкольна и Макиавелли». Действие разворачивается так же стремительно, как и в любом другом романе Хайнлайна. Энтони Баучер обозначил роман как принадлежащий одновременно и старому, и новому Хайнлайну. Изначально роман печатался с продолжением в 1941 году сделавшись одной из самых ярких частей «История будущего». В книжном издании текст увеличился почти на треть, что позволило значительно улучшить книгу, избавившись от схематизма в финале. Писатель Питер Скайлер Миллер отмечал, что издательство выпустило роман как завершающий для серии «История будущего». Хотя критик не проводил сравнения журнального и книжного текста «Детей Мафусаила», субъективно он заявил, что изменения невелики и лучше было бы, если Хайнлайн написал бы роман заново, ибо за семнадцать лет он весьма поднаторел в создании литературных миров, особенно, работая над своими «ювенилиями». Питер Миллер выделял образ Лазаруса Лонга, который получился проработанным на уровне персонажа мэйнстримной художественной литературы; администратор Слэйтон Форд значительно менее удачен. Инопланетяне из романа также названы «завораживающими». Флойд Гейл прямо заявил, что каждая из вещей раннего Хайнлайна успела стать классической, не исключение и «Дети Мафусаила». Роман не понравился Роберту Силвербергу (рецензия вышла под псевдонимом Кэлвин М. Нокс). Он вспоминал, что когда «Дети Мафусаила» выходили в 1941 году, то казались мгновенной классикой, как и всё, что выходило из-под пера Хайнлайна в самый продуктивный для него писательский период. Перечитывание книги спустя 18 лет показало, что впечатления могут меняться. Прежде всего, не слишком удачна фабула и сама идея отбора Семей Говарда. Персонажи обрисованы совершенно неудовлетворительно: сколько-нибудь яркими Силвербергу показались только Мэри Сперлинг и Слэйтон Форд. Лазарус Лонг — это сверхэффективный супермен (The Man Who Gets Things Done) с натужным остроумием и непочтительностью, но «решительно не интеллектуал». О прочих персонажах ничего невозможно сказать, кроме их имён. Более того, обычно Хайнлайн отличался чрезвычайной скрупулёзностью проработки даже второстепенных деталей фантастического мира, но именно в «Детях Мафусаила» фокус его внимания сместился. Как выразился Силверберг, «повествованию не хватило ядра», и потому читатель, который привык, что каждая новая книга Хайнлайна лучше предыдущей, при перечитывании «Детей Мафусаила» почувствует, что «роман с течением лет стал хуже». Клочковатое повествование объёмом 60 000 слов «не может более считаться хорошим на фоне действительно лучшего у Хайнлайна».
С. Коттс выпустил рецензию в 1960 году, посетовав, что пропустил первое книжное издание «первоклассной научной фантастики». Из достоинств романа критик выделил «выдающийся сюжет» и проработка образа Лазаруса Лонга — ярко выраженного компетентного хайнлайновского персонажа, и при этом очень живой личности, настроение которой колеблется от капризного до героического. «Единственный упрёк по адресу романа будет комплиментом — приятное чтение всегда кажется слишком коротким». Писатель Фредерик Пол в обзоре переиздания 1960 года счёл «Детей Мафусаила» не лучшей частью «Истории будущего», но всё же «прекрасным чтением, чтобы скоротать вечер». Однако книга отчётливо делится на две неравноценные половины. Первая часть — «плотно выстроенная, тщательно детализированная история бессмертных» и их выживания среди обычных людей. Вторая часть является «довольно жалким» травелогом. Лесли Флуд, рецензируя британское издание 1963 года, называл «Детей Мафусаила» величайшим текстом в серии «История будущего», «превосходной НФ от мастера», а единственным упрёком может быть «слишком бойкое перо» Хайнлайна.
Рецензент французского перевода Антуан Эскюдье пришёл к выводу, что «Дети Мафусаила» — это искусно связанные в одно целое два длинных рассказа. Первый, посвящённый долголетию, может быть прочтён как социальная фантастика. Сверхдолгожительство и краткая жизнь вполне могут являться метафорой бедности и богатства, причём автор фактически не предлагает никаких путей решения данного кризиса. Вторая часть — традиционная космическая фантастика, которая понравится любителям данного жанра. Описание других миров от Хайнлайна чрезвычайно увлекательно, оправдывая ожидания самых взыскательных читателей («телепаты и фрукты со вкусом рагу»). Произведение удачно, хотя и наполнено обычной идеологией Хайнлайна: каждый человек эгоистичен и ревнив, но с другой — движим вечной жаждой нового и любопытством. «Наши беды не закончатся в 2125 году, даже если сбудутся самые смелые мечты». Книга легко читается и способна «сделать вечер у камина ещё приятнее».

### Двадцать первый век
В XXI веке обозреватели ретрофантастики по-разному оценивают «Детей Мафусаила». Блогер Джеймс Харрис (1952 года рождения), по собственному суждению, начал читать Хайнлайна в 12-летнем возрасте, и на склоне лет, перечитывая его произведения, «ощущает себя исследователем». Харрис удостоверился, что базовая тематика и стилевые особенности Хайнлайна незначительно менялись со временем, но идеи и ощущения, подробно и многословно излагаемые в романах 1970—1980-х годов, появились значительно ранее. В целом критик невысоко оценил роман: Хайнлайн ещё только постигал умение писать большие тексты, и публикация «Детей Мафусаила» в трёх последовательных номерах журнала наложила свой отпечаток на композицию — небольшое по объёму произведение фактически включает три сюжетные арки. Научно-фантастическая проблематика типична для начала 1940-х годов: евгеника и продление жизни, утопия, космические полёты со скоростью света, паранормальные способности (этот пласт предвосхитил творчество Филипа Дика), высокоразвитые инопланетяне. Последнее примечательно, ибо Джон Кэмпбелл негласно отвергал любые сюжеты о внеземлянах. В целом, по мнению Харриса, роман не выдержал испытания временем, вдобавок, современного читателя сильно раздражает главный герой Лазарус Лонг, обладатель «Эго размером с Техас», и множество иных сюжетных неувязок, например, связанных с численностью Семей Говарда. «Безусловно, Лазарус Лонг — не Хайнлайн, впрочем, полагаю, именно таким и хотелось бы стать самому Хайнлайну», но ныне супермены «не вызывают интереса». При всех недостатках, повествование очень увлекательно. В оно представляет интерес только для поклонников Хайнлайна — как связующее звено между ранними произведениями из цикла «История будущего» и поздними романами из цикла «Мир как миф».
Критик Марк Йон также отмечал, что «Дети Мафусаила» больше напоминают роман, нежели сборник рассказов, и при этом в полной мере принадлежит циклу «История будущего». Йон выделял в романе две заметно отличающиеся части: в первой действие разворачивается на Земле и начинается с того, что 183-летняя Мэри Сперлинг отвергает предложение руки и сердца высокопоставленного чиновника Борка Ваннинга. Далее становится понятным, что главным героем является коллективный персонаж — Семьи Говарда. Вторая часть посвящена космическому Исходу Основателей-говардианцев. При всей динамичности сюжета, роман не вызвал энтузиазма у М. Йона, хотя «Дети Мафусаила» построена как приключенческая книга. Стало заметно, что идеология Хайлайна за полтора десятка лет заметно поменялась. В книжной версии романа главным персонажем стал Лазарус Лонг, а образ его способен вызвать нешуточное раздражение («шумный, грубый и самоуверенный, называет всех „приятелем“ или „сестрой“, говорит и ведёт себя как персонаж гангстерских фильмов 30-х и 40-х годов, но при этом большинство доверяет ему принятие важных решений»). Весьма странным выглядит завершение романа, в котором говардианцы, удостоверившись, что Космос ужасен, а его обитатели — существа странные и опасные, решают вернуться домой из чувства ностальгии, а не ради блага человечества. Для профессионального читателя и поклонника творчества писателя «Дети Мафусаила» «отражают сильные стороны Хайнлайна и некоторые его поздние слабости». С точки зрения фантастического допущения, это короткий роман, до предела набитый идеями, а «не несколько допущений, развёрнутых в роман». Хайнлайну, безусловно, есть, что сообщить своим читателям, а читателям — почерпнуть от его мудрости. Психолог Кэт Хупер, напротив, считала, что роман занимателен и выдержал проверку временем, а также вызывает желание узнать о дальнейших приключениях Лазаруса Лонга. Критик Патрик Рирдон назвал роман «сумбурным, но восхитительным», перечислив сюжетные «крючки», на которые «клюёт» читатель.
Критик Жоаким Боас соглашался с тем, что в своём романе Хайнлайн ещё учился писать, и не справился с задачей объединения в связное повествование нескольких сюжетов и «двадцати блестящих идей». Роберт Хайнлайн не сумел вложить своё послание в уста персонажам, и когда ему требуется описать несколько лет космического перелёта, он создаёт эссе, отстраняя от действия собственных героев. Это на корню губит приключенческое повествование. Примером успешного использования тех же приёмов при решении аналогичной задачи, является написанный спустя 18 лет «Звёздный десант». Персонажи «Детей Мафусаила» одномерны и безлики, но это не относится к Лазарусу Лонгу, что вызывало негодование Ж. Боаса: «Почему он не использовал своё мастерство для лепки образа Мэри Сперлинг? Или капитана Кинга?» Иными словами, Хайнлайн образца 1941 года «просто не дотягивает». Он ещё не умел не перегружать повествование интересными концептуальными идеями, и тем самым сглаживал возможное воздействие на читателя. Если бы он использовал шаблон фантастики своего времени — когда целый роман посвящён одной-единственной технологической и социальной идее, это бы пошло его творению только на пользу.

## Издания

Обложка первого книжного издания с иллюстрацией Лайонела Диллона

«Дети Мафусаила» многократно издавались на английском языке. Роман переведён на японский язык (1963), немецкий (1963, 1988), испанский (1965), португальский (1968, 1982), французский (1969, 1981), итальянский (1978), сербский (1978, 1995), шведский (1981), венгерский (1993), эстонский (2023). На русском языке до 2020 года выходило пять вариантов перевода, из которых четыре впервые выпущены в одном 1993 году. Все переводы выходили под оригинальным названием, за исключением одного издания перевода П. Киракозова («Исход»).
- Methuselah's Children (Part I) : by Robert A. Heinlein; Illustrated by H. Rogers :  [англ.] // Astounding Science Fiction. — 1941. — Vol. XXVII, no. 5 (July). — P. 9—43.
- Methuselah's Children (Part Two of three parts) : by Robert A. Heinlein; Illustrated by H. Rogers :  [англ.] // Astounding Science Fiction. — 1941. — Vol. XXVII, no. 6 (August). — P. 63—109.
- Methuselah's Children (Concluding a novel) : by Robert A. Heinlein; Illustrated by H. Rogers :  [англ.] // Astounding Science Fiction. — 1941. — Vol. XXVIII, no. 1 (September). — P. 133—162.
- Methuselah's children / by Heinlein, Robert A. — New York : New American Library, 1958. — 160 с.
- Хайнлайн Р. Дети Мафусаила: роман / Пер. с англ. П. Киракозова. — Рига : Полярис, 1993. — С. 205—446. — 447 с. — (Миры Роберта Хайнлайна. Кн. 12). — ISBN 5-88132-043-3.
- Хайнлайн Р. Восстание 2100 года : Дети Мафусаила; Пасынки Вселенной. — Москва — Санкт-Петербург : Эксмо-Пресс; Terra Fantastica, 2002. — 572 с. — (История будущего). — ISBN 5-7921-0484-0.
- Хайнлайн Р. Э. Пасынки Вселенной. История будущего / Пер. с англ. Комм. С. В. Голд. — СПб. : Азбука-Аттикус, 2020. — Кн. 2: Повести, рассказы. — 360 с. — ISBN 978-5-389-18635-4.